# Ramón Freire y Serrano
Ramón Freire y Serrano (* 29. November 1787 in Santiago de Chile; † 9. Dezember 1851) war ein chilenischer Politiker und Offizier. Er war von 1823 bis 1826 als Director Supremo und 1827 als Präsident Staatsoberhaupt von Chile.

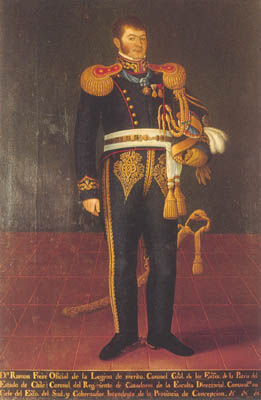
Ramón Freire y Serrano

Unterschrift von Ramón Freire y Serrano

## Leben
Freire war Sohn eines spanischen Kolonialoffiziers; als er sechzehn Jahre alt war, starben seine Eltern. Ramón Freire arbeitete danach zunächst in einem Handelsgeschäft in Concepción. Er war seit 1811 beim Militär; als Unterleutnant führte er einen Zug berittene Schützen im ersten Gefecht des Krieges in Chile am 27. März 1813 in Talcahuano gegen die Spanier.
Unter General José de San Martín befehligte er eine Division und nahm im Unabhängigkeitskrieg die Stadt Talca ein. Nach der Schlacht von Maipú (1818) wurde er zum Obersten befördert.
1819 wurde er zum militärischen Befehlshaber von Concepción berufen und sah sich dort dem aufreibenden Kleinkrieg gegen Einheiten irregulärer Truppen gegenüber. Das Verhältnis zwischen Freire und dem Führer der Befreiungsbewegung, Bernardo O’Higgins, verschlechterte sich zusehends, da der liberale Freire eine dezentrale Staatsform mit weitgehender Unabhängigkeit der Provinzverwaltungen vertrat und sich damit in Widerspruch zur Zentralregierung in Santiago stellte. 1822 berief Ramón Freire eine Provinzversammlung und erklärte dort seinen Rücktritt, mit der Begründung, die Regierung, die ihn berufen hätte, sei dazu nicht legitimiert gewesen. Die Versammlung nahm seinen Rücktritt an und berief ihn unmittelbar anschließend aus eigener Machtbefugnis in sein Amt zurück!
Kurz darauf, am 28. Januar 1823 musste O’Higgins zurücktreten und eine Junta (der Congreso Plenipotenciario) trat an seine Stelle. Freire marschierte mit seinen Truppen nach Santiago und machte den Umsturz im föderalen Sinne vollkommen:  Die Junta musste am 5. April 1823 abdanken und Ramón Freire übernahm selbst für vier Monate das Amt des Staatschefs (Director Supremo), bis er die Macht an eine neue Junta übergab, die sich aus Repräsentanten der damaligen drei chilenischen Provinzen zusammensetzte. Doch nach nur drei Wochen übernahm Freire am 2. September 1823 wieder selbst das Ruder als Director Supremo.
Er befahl O’Higgins ins Exil und machte sich daran, eine neue Staatsordnung für Chile zu konstruieren. Zunächst schaffte er die Sklaverei ab und führte die Pressefreiheit wieder ein. Darauf berief er einen neuen verfassunggebenden Kongress, der eine neue Verfassung ausarbeitete. Als dies erreicht war, überließ er die Amtsgeschäfte faktisch seinem Stellvertreter, Francisco de la Lastra, und zog mit der chilenischen Armee nach Süden, um dort die Insel Chiloé zu erobern, auf die sich die letzten spanischen Truppen zurückgezogen hatten.
Die Verfassung von 1823 stieß auf allgemeine Ablehnung und wurde schließlich aufgegeben; außerdem wurde die Legitimität von Freires Herrschaft von der katholischen Kirche bestritten. Darum nahm im Jahre 1825 ein neuer Kongress die Arbeit auf, der allerdings von den Regionalverwaltungen von Concepción und Coquimbo nicht anerkannt wurde. Freire verließ Santiago, um sich erneut auf Chiloé dem Krieg gegen die Spanier zu widmen; als er zurückkehrte, musste er feststellen, dass der Kongress sich gegen seine Herrschaft aufgelehnt hatte und ihn für abgesetzt erklärte.
Es gelang Freire, die Wogen zu glätten und an der Spitze eines neuen Heeres 1826 ein drittes Mal nach Chiloé zu marschieren. Dieses Mal besiegte er die letzten spanischen Truppen endgültig und kam als Sieger in die Hauptstadt zurück. Doch ungeachtet seiner militärischen Erfolge hatte sich der Kongress wieder gegen ihn gewandt, und diesmal zwangen ihn die Aufständischen am 9. Juli 1826 zum Rücktritt und beriefen Manuel Blanco Encalada als Präsidenten Chiles zu seinem Nachfolger. Dieser wurde am 9. September 1826 von Agustín Eyzaguirre ersetzt.
Die liberalen Föderalisten erhoben im Januar 1827 die Waffen gegen die Regierung und begannen unter Oberst Enrique Campino den Aufstand. Sie gelangten zu einem schnellen Sieg und beriefen am 1. Februar 1827 Freire zum Übergangspräsidenten. Am 8. Mai 1827 trat er wieder zurück, übergab das Amt an seinen Vizepräsidenten Francisco Antonio Pinto Díaz und zog sich von den politischen Kämpfen auf sein Landgut Cuchacucha zurück.
Als sich unter Präsident Pinto der Gegensatz zwischen liberalen Föderalisten und konservativen Zentralisten immer mehr zuspitzte und im Bürgerkrieg von 1829 gipfelte, trat auch Freire wieder in die Öffentlichkeit. Die liberale Regierung setzte ihn an die Spitze der Truppen, die sich dem Aufstand der konservativen Kräfte unter José Joaquín Prieto Vial widersetzten. Der Krieg gipfelte in der Schlacht von Lircay, in der das liberale Heer unter Freire vernichtend geschlagen wurde.
Die Konservativen verbannten ihn ins Exil nach Peru, von wo aus er den Aufstand gegen die neue Regierung fortsetzte. 1836 startete er im Peruanisch-Bolivianischen Konföderationskrieg einen militärischen Vorstoß, doch der Angriff wurde vom chilenischen Expeditionsheer unter General Manuel Bulnes Prieto abgewehrt. Freire gelangte in chilenische Gefangenschaft und wurde erneut zum Exil verurteilt, diesmal weit draußen im Pazifik auf der Juan-Fernández-Inseln. Von dort begab er sich nach Tahiti.
1842 durfte er dank einer Amnestie seines ehemaligen militärischen Widersachers Bulnes, der inzwischen chilenischer Präsident war, in seine Heimat zurückkehren. Im politischen Leben spielte er allerdings keine Rolle mehr. 1851 starb er im Alter von 64 Jahren.
Siehe auch: Geschichte Chiles.